# 台灣杓蛤
台灣杓蛤（学名：Cardiomya taiwanica），又名台灣杓子貝，是笋螂目杓蛤科帚形蛤屬的一個物種，於1999年由奧谷喬司及藍子樵於台灣龜山島首度發現（模式標本NSMT-Mo 71307，17.3mmx11.7mmx9.3mm）。
台灣杓蛤的殼白色薄而半透明，殼形類似寶島杓蛤，殼前緣上部直線斜坡呈角，後半部起有三條放射肋，肋間有細縱橫交錯呈網狀彫刻，前半部有20條左右較寬而平坦的成長肋，比寶島杓蛤的15條放射肋更為密集。杓柄短，微微翹起，柄端向外翻開為口，左殼稍大於右殼，最大的特徵是左殼前緣上部有一很粗的肋，右殼則無，因此雙殼合併時殼頂處呈現一長形凹槽。